# Cas Benalla

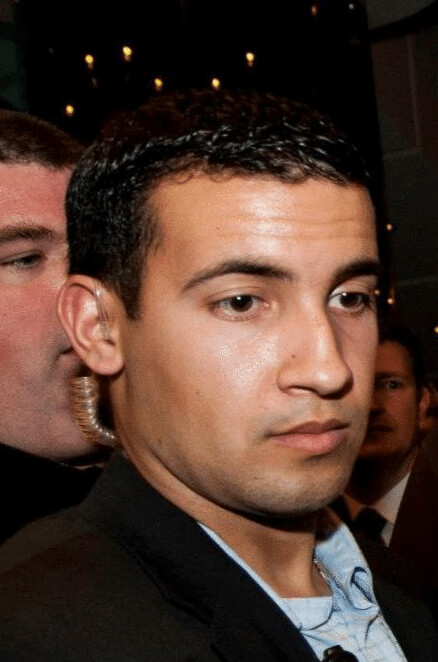
Alexandre Benalla al juliol del 2013

El cas Benalla és un cas judicial i polític-mediàtic francès que implica, entre altres persones, a Alexandre Benalla, responsable de seguretat del president de la República Emmanuel Macron, acusat d'haver-hi violentat dues persones durant la manifestació del Primer de Maig de 2018 a París.
El cas va ser publicat a les xarxes socials el dia dos de maig, però no va agafar rellevància política fins que el diari Le Monde va donar cobertura a la notícia el 18 de juliol de 2018. Només un dia després, el 19 de juliol, la fiscalia de París va obrir una investigació preliminar. El 20 de juliol Alexandre Benalla va ingressar en presó preventiva. El mateix dia l'Elisi va iniciar un procediment d'acomiadament de Benalla. També van ser posats en presó preventiva i a disposició judicial el seu col·lega Vincent Crase, identificat també en els vídeos participant en l'agressió. Altres tres oficials de policia van ser suspesos i també romanen en presó preventiva per haver lliurat a Benalla il·legalment còpies de les imatges de les càmeres de vigilància que s'estaven usant per investigar el cas i que el seu advocat necessitava per organitzar la seva defensa i refutar les acusacions.
El diumenge 22 van comparèixer davant el jutge d'instrucció qui ha de decidir les possibles inculpacions.
El 2 de maig el propi Benalla havia reconegut que era ell qui apareixia en els vídeos enregistrats el dia anterior. El director del gabinet Patrick Strzoda va confirmar a Le Monde que efectivament era ell i que des del mateix dia 2 de maig se li havia sancionat amb 15 dies de suspensió d'ocupació i sou. Malgrat la suspensió i de la dimissió de les seves funcions per organitzar la seguretat dels desplaçaments del president va continuar apareixent diversos dies després en actes públics prop del President Macron segons van mostrar els mitjans de comunicació.
L'oposició i una part dels mitjans de comunicació assenyalen la responsabilitat del govern per no haver denunciat els fets al fiscal de la República, denuncien que s'ha produït un "escàndol d'Estat" o critiquen la gestió mediàtica del cas. La majoria parlamentària del president Macron crítica una politització del cas.

## Context
Durant les manifestacions parisenques del Primer de Maig de 2018 es van produir enfrontaments amb la policia i altercats que es van saldar amb la detenció de 283 persones. Els sindicats policials van denunciar la passivitat dels seus comandaments enfront del bloc negre.

## Desenvolupament dels fets

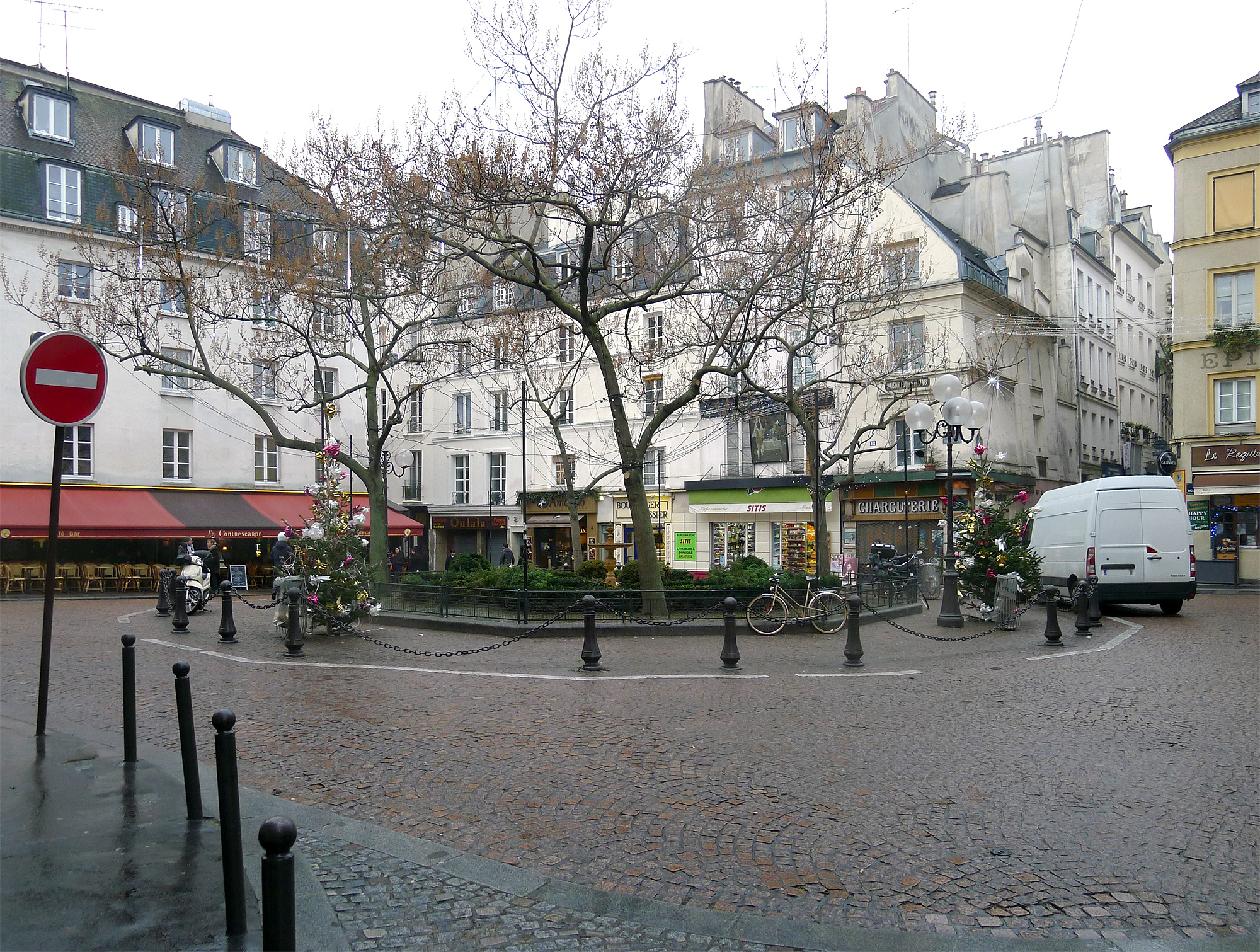
La plaça de la Contrescarpe de París, lloc dels esdeveniments

El Primer de maig de 2018, durant una manifestació que se celebrava a la plaça de la Contrescarpe, en el districte 5 de París, un home equipat amb un casc de les forces especials i d'un braçalet de policia colpejà un jove que estava a terra. Un militant de França Insubmisa, Taha Bouhafs, presencia l'escena, la filma i difon aquest mateix dia el vídeo a les xarxes socials.

## Inici del cas
El cas s'inicia 18 de juliol de 2018 quan el periòdic Le Monde revela que l'home que portava el casc i que va propinar els cops era Alexandre Benalla, a càrrec de la seguretat del President. Està acompanyat durant l'agressió per Vincent Crase, policia en reserva militar (cap d'esquadró) i col·laborador ocasional d'Elisi i del partit En marxa que lidera Macron. Els dos estan envoltats per un tercer home, identificat com Philippe Mizerski, com si fossin policies en civil, coberts i envoltats pels CRS de la Policia Nacional Francesa.
Un altre vídeo, difós el 19 de juliol de 2018, mostra a Alexandre Benalla i Vincent Crase fent retrocedir i forçant a asseure's al sòl a una dona, companya del jove agredit, abans que una altra persona la reté mentre ella crida veient com estan copejant al manifestant.

## Reaccions de l'executiu
El 19 de juliol de 2018, semblant contradir les explicacions donades pel portaveu d'Elisi, Bruno Roger Petit, la ministra de justícia, Nicole Belloubet, declara que Alexandre Benalla estava en aquesta manifestació sense autorització. A la tarda, aquesta afirmació es contradiu pel ministre de l'Interior, Gérard Collomb: Alexandre Benalla hauria estat autoritzat per la prefectura de policia de París a presenciar la manifestació com a observador.
El director de conselleria del president de la República, Patrick Strzoda, confirma que Alexandre Benalla és efectivament l'home del vídeo, la qual cosa aquest últim hauria reconegut en ser convocat el 2 de maig de 2018. Segons France Inter, el ministre de l'Interior havia estat posat al corrent d'aquesta situació des del 2 de maig, i no en va informar la fiscalia.
D'altra banda, en un primer moment, la presidència de la República va fer saber que Alexandre Benalla ja no s'encarregava de la seguretat del cap de l'estat des de la seva suspensió, al maig. Ara bé, diverses fotos proven que Benalla va acompanyar a Emmanuel Macron i la seva esposa els dies 13 i 14 de juliol 2018, quatre dies abans que es fes públic el cas. Le Monde revela que ha abandonat el 9 de juliol el seu pis de Issy-les-Moulineaux per anar a viure al Palau de l'Alma, i els altres dos privilegis concedits (salari de 10.000 euros mensuals, cotxe oficial amb xofer, etc.). Le Point indica igualment que Benalla havia d'assegurar la seguretat presidencial durant les vacances d'estiu 2018 de la parella Macron en el fort de Brégançon.

## Conseqüències

### Administratives
Alexandre Benalla sofreix la suspensió temporal del seu lloc durant 15 dies entre el 4 i el 19 de maig de 2018 i se li relega de les seves funcions com a responsable de la seguretat dels desplaçaments del president de la República. Segons el portaveu d'Elisi, Bruno Roger-Petit, aquesta sanció és un "últim advertiment abans del seu acomiadament" i "la més greu sanció que s'ha pres amb un responsable que treballi a l'Elisi". La dada va ser desmentida per LCI que recorda que s'han pres sancions més greus contra els consellers del president com Dominique Ambiel o Aquilino Morelle.
El 19 de juliol el ministre de l'Interior, Gérard Collomb, anuncia haver sol·licitat a la Inspecció general de la Policia nacional, l'obertura d'una investigació administrativa. Efectivament, els fets s'han desenvolupat a priori en presència i amb la consentiment tàcit dels serveis de policia presents, la qual cosa planteja la qüestió de la responsabilitat dels policies que han permès la presència d'Alexandre Benalla en el lloc. El 20 de juliol l'Elisi anuncia haver iniciat un procediment d'acomiadament en contra d'Alexandre Benalla a causa de « nous fets » arribats al seu coneixement. També se suspèn la seva autorització per portar armes.
Un interventor general, un comissari i un comandant de policia van ser suspesos el 19 de juliol per la prefectura de policia i detinguts com a sospitosos d'haver transmès a Alexandre Benalla informacions relatives als motius pels quals s'havia iniciat el seu procediment d'acomiadament. Aquestes informacions estaven relacionades amb imatges de càmeres de videovigilancia lliurades a Alexandre Benalla amb l'objectiu de preparar la seva defensa. L'advocat del comissari afirma que el seu client desitja manifestar-se sobre la proximitat entre Benalla i la més alta jerarquia policial.

### Judicials
El 19 de juliol de 2018, el fiscal de París inicia una recerca preliminar per "violències per persona encarregada d'una missió de servei públic" "usurpació de funcions" "usurpació de signes reservats a l'autoritat pública. La recerca està desenvolupada per la Brigada de repressió de la delinqüència contra la persona (BRDP).
El 20 de juliol de 2018, Alexandre Benalla i Vincent Crase són detinguts i el domicili d'Alexandre Benalla en Issy-les-Moulineaux és registrat en presència seva. El 21 de juliol de 2018, es perllonga la seva detenció fins a la tarda en vistes a l'obertura d'una informació judicial.

### Sindicals
El sindicat de policia Aliança, majoritari entre els guardians de la pau i considerat de dretes, denuncia sancions «a dues velocitats», afirmant que «els policies mai es beneficien d'una clemència similar» i lamenta que la «imatge de la policia es vegi afectada pel comportament d'un individu exterior a les forces de seguretat».
El sindicat Vigi, minoritari i proper de la CGT, s'associa al procediment de la Fiscalia presentant una queixa per usurpació de funció i de signes.

### Polítiques
Com a conseqüència del cas, l'Assemblea nacional engega el 19 de juliol una comissió de recerca parlamentària amb la finalitat de saber més sobre «els esdeveniments amb relació a la manifestació de París del 1r. de maig de 2018». El Senat anuncia que farà el mateix el 23 de juliol.
Diversos responsables de l'oposició, a esquerra i a dreta, reaccionen i s'interroguen sobre la tebiesa de les sancions preses per l'executiu i sobre l'absència de comunicació a la justícia del cas, tal com requeriria el cas d'un "crim o delicte".
L'Elisi afirma no haver apel·lat a la fiscalia perquè no veu ni crim ni delicte en els fets incriminats. Aquesta posició ha estat comentada per juristes i periodistes: les violències exercides podrien no ser suficients per constituir un delicte, i d'altra banda, no està prevista cap sanció per no denúncia. Diversos responsables polítics demanen igualment al ministre de l'Interior, Gérard Collomb, que doni una explicació o que dimiteixi immediatament.
El dia després de les revelacions del periòdic Le Monde, durant un desplaçament a Dordonya, Emmanuel Macron es nega a donar explicacions, i declara que "la República és inalterable".
Aquest assumpte té repercussió igualment en les activitats parlamentàries, ja que els debats en curs sobre projecte de llei de revisió constitucional s'han bloquejat. El 20 de juliol, el conjunt dels presidents dels grups d'oposició de l'Assemblea Nacional reclamen, apel·lant al reglament que el Primer ministre, Édouard Philippe, ofereixi una explicació sobre l'assumpte a l'assemblea atès que l'executiu és responsable davant el Parlament en virtut de l'article 49 de la Constitució. El Primer ministre, a instàncies del president de la República, no modifica la seva agenda, i denúncia una "obstrucció parlamentària per part de l'oposició. El president del grup LR a l'Assemblea nacional, Christian Jacob, demana a més una declaració del Govern amb relació a l'article 50-1 de la Constitució, sent aquest lliure de respondre o no a la demanda.
El premier investigador de l'Assemblea Nacional Florian Bachelier (LREM) estima que «tothom sap que és un fet diferent; es polititza». Jean-Luc Mélenchon (FI) estima al contrari que l'assumpte Benalla és « del nivell del Watergate ». El 21 de juliol de 2018, Marine Le Pen fustiga el silenci d'Emmanuel Macron i considera que Alexandre Benalla ha estat "protegit per la seva jerarquia".

## Cobertura informativa
Encara que el vídeo dels fets estigui publicat a les xarxes socials com YouTube per part de diverses persones presents en el lloc, plaça de la Contrescarpe a París, des de la tarda del 1r. maig per denunciar les violències policials, els mitjans de comunicació parlen poc o res sobre ell fins al 18 de juliol quan va ser publicat per el diari francès Le Monde que presenta la primícia de la informació explicant que el responsable dels fets no és un policia sinó un col·laborador de la Presidència de la República, la qual cosa dona als fets una connotació més política. Immediatament altres mitjans de comunicació, premsa, ràdio i televisisón reprenen la informació.